# سلسلة منافسات دانا وايت (الموسم 4)
بدأ الموسم الرابع من سلسلة منافسات دانا وايت في أغسطس 2020 وفي الولايات المتحدة سيكون حصريًا لـ إي إس بي إن+، حزمة الاشتراك الجديدة المتميزة من إي إس بي إن. في أبريل 2020، تم وضع الجدول الزمني، حيث تبدأ السلسلة في 4 أغسطس 2020 وتنتهي في 1 سبتمبر 2020.